# 威利鸟属
威利鸟属（学名：Wyleyia）是已灭绝鸟类的一个属，包括单一物种凡登威利鸟（Wyleyia valdensis），生存于早白垩世的英格兰萨塞克斯郡。该属仅发现一件标本，是一块残破的右肱骨。属名致敬从英格兰萨塞克斯亨菲尔德的威尔德黏土组沉积物发现该标本的J·F·威利（J. F. Wyley）。种名valdensis意为“来自威尔德的”。
这块骨头发现于黑斯廷岩层，这是一组凡蓝今期的沉积层，时间介于距今1.4亿至1.36亿年前。
先前认为该属是非鸟翼类的虚骨龙类恐龙，如今则一般认为它是种早期鸟类，尽管其谱系关系目前尚不清楚。有人认为威利鸟属于反鸟类或古颚类。科林·哈里斯与西里尔·沃克则认为在有进一步证据之前应先将其划入地位未定。